# Brigade cosaque persane

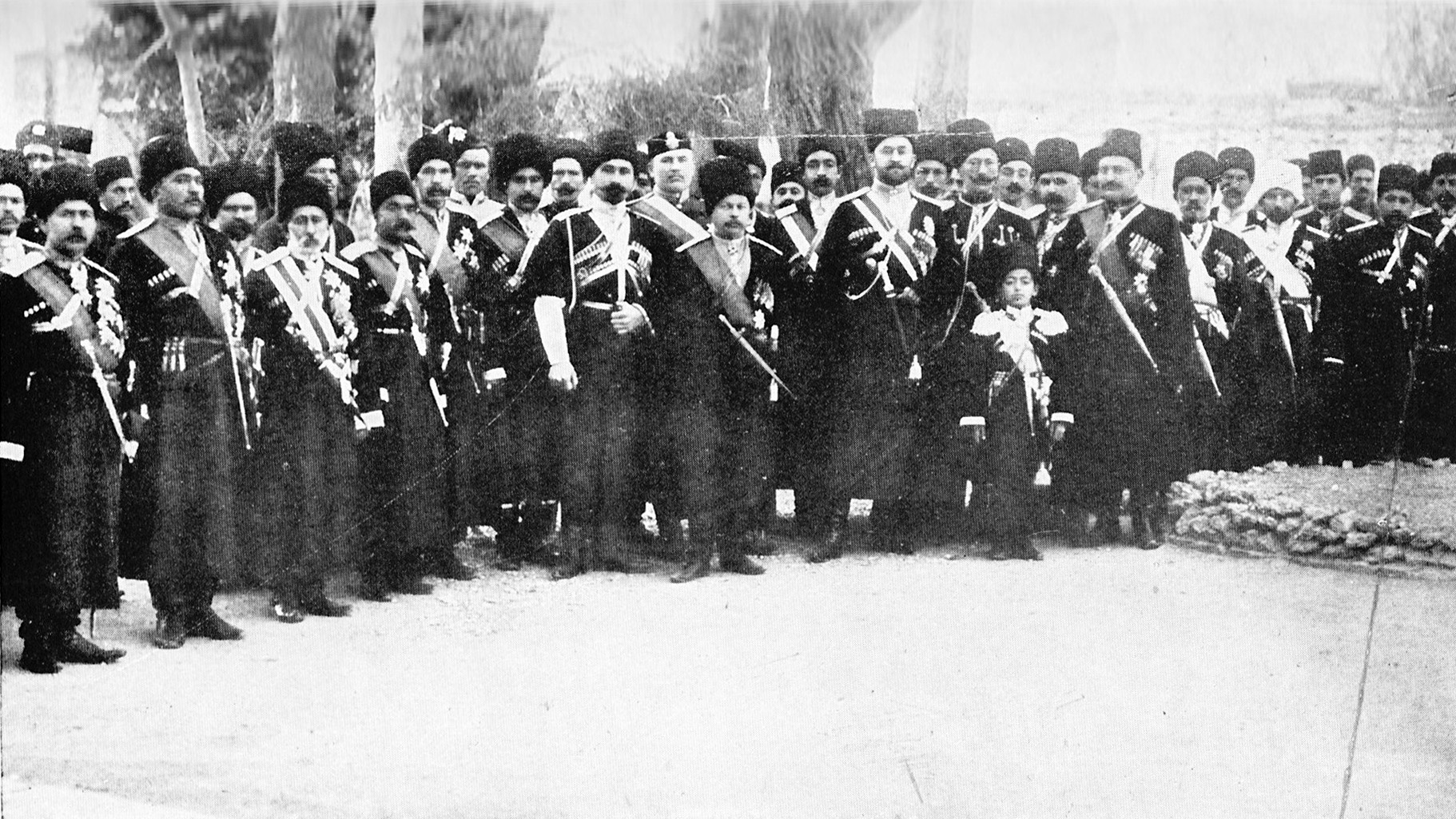
La brigade cosaque persane en 1909

La brigade cosaque persane (en persan : بریگاد قزاق) était la garde de la famille royale d'Iran. Formée par Nasseredin Chah en 1879, elle fut commandée jusqu'en 1917 par des officiers russes, dont le colonel Vladimir Platonovitch Liakhov. À la suite de la révolution russe, son commandement fut transféré à des officiers iraniens, dont le plus célèbre fut le colonel Réza Khan.

## Création

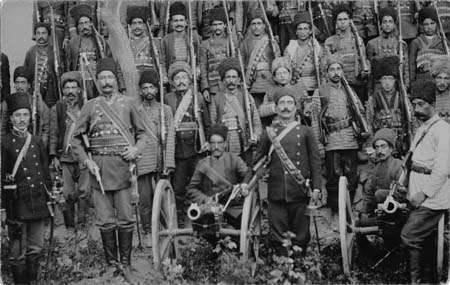
La brigade cosaque persane en 1913

Le Chah de Perse Nasseredin Chah se rendit dans l'Empire russe en 1878. On l'accueillit chaleureusement et on organisa en son honneur une manœuvre militaire qui l'impressionna au point qu'il demanda au Tsar Alexandre II de mettre à sa disposition des officiers russes afin d'organiser une force similaire en Perse. Le colonel Alexéï Ivanovitch Domontovitch et son équipe arrivèrent à Téhéran à cet effet en janvier 1879.
Au fil des ans, la brigade (puis plus tard la division) cosaque persane devint forte de 10 000 hommes. Elle a joué un rôle crucial dans la révolution constitutionnelle persane, bombardant le parlement le 23 juin 1908, ainsi que dans les troubles de la Première Guerre mondiale et le coup d'État du 21 février 1921, qui devait conduire au renversement de la dynastie Qadjar.
La brigade cosaque persane sera intégrée en 1921 à l'armée nationale iranienne.
Le 9 juin 2000 les archives de la division cosaque persane en provenance du ministère des Affaires étrangères de la France ont été remises  au service fédéral russe des archives.

### Commandement
| Nom                                      | Période                      |
| ---------------------------------------- | ---------------------------- |
| Colonel Alexéï I. Domontovich            | avril 1879 - 1882            |
| Colonel Piotr V. Tcharkovski             | 1883 - 1885                  |
| Colonel Dmitri D. Kouzmine-Karavaïev     | 1885 - 1891                  |
| Colonel Alexandre K. Schneur             | 1891 - 1894                  |
| Colonel Vladimir A. Kossogovski          | 1894 - 1903                  |
| Colonel Fiodor G. Tchernozoubov          | 1903 - 1906                  |
| Colonel Vladimir P. Liakhov              | 1906 - novembre 1909         |
| Colonel Prince Nicolaï P. Vadbolski      | novembre 1909 - 1914         |
| Colonel Prozorkievitch                   | 1914 - août 1915             |
| Général Baron von Maydell                | août 1915 - février 1917     |
| Colonel Klerje                           | février 1917 - début 1918    |
| Colonel Vsévolod D. Starosselski         | début 1918 - octobre 1920    |
| Colonel Reza Khan                        | octobre 1920 - décembre 1921 |
| General Qasem Khan Vali, Sardar Homayoun | 1921 - ?                     |